# João Nunes da Silva Tavares

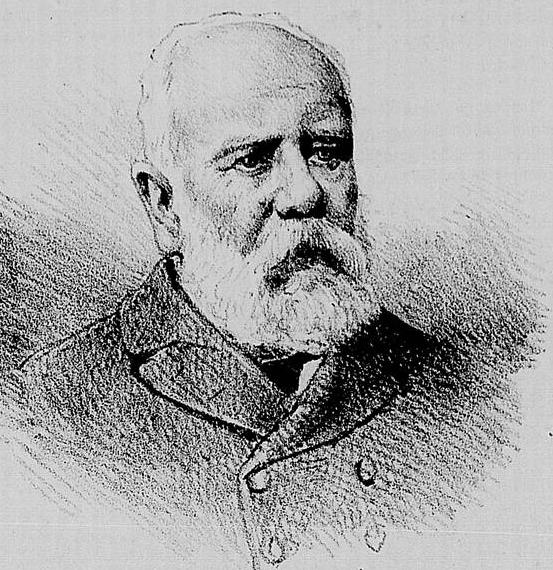
Generaal Silva Tavares.

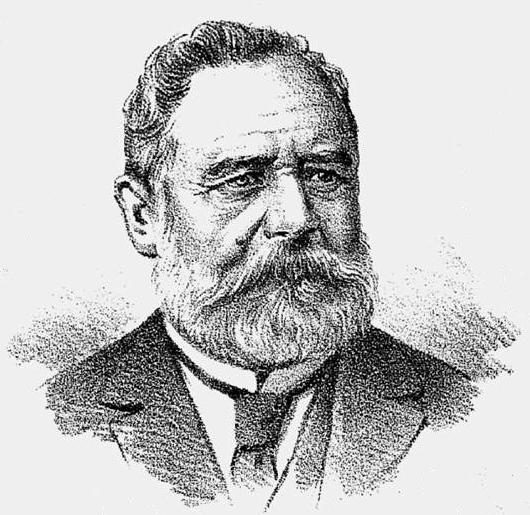
Generaal Silva Tavares.

João Nunes da Silva Tavares, barão (baron) de Itaqui (Herval, 24 mei 1818 - Bagé, 9 januari 1906), was een Braziliaans politicus.
João Nunes da Silva Tavares was afkomstig uit Colonia del Sacramento (Uruguay). Hij was een generaal in het Keizerlijke leger van Brazilië en hij onderscheidde zich tijdens de Oorlog van de Drievoudige Alliantie (Brazilië, Uruguay en Argentinië enerzijds en Paraguay anderzijds). Vanwege zijn verdiensten tijdens de oorlog werd hij onderscheiden met de Imperial Ordem do Cruzeiro.
João Nunes da Silva Tavares was een tegenstander van de in 1889 uitgeroepen Republiek Brazilië. Hij sloot zich in zijn geboortestaat Rio Grande do Sul aan bij de in 1892 door Gaspar da Silveira Martins - eertijds liberaal senator en monarchist - opgerichte Federalistische Partij van Rio Grande do Sul (Partido Federalista do Rio Grande dol Sul). Silva Tavares en Gaspar da Silveira Martins waren felle tegenstanders van de door de positivist Júlio de Castilhos geleide Republikeinse Partij van Rio Grande do Sul (Partido Republicano Rio-grandense). Op 17 juni 1892 werd Castilhos president van de deelstaat Rio Grande do Sul; hij werd echter nog dezelfde dag afgezet en Silva Tavares werd tot president van de deelstaat uitgeroepen. Silva Tavares resideerde echter niet in de hoofdstad Porto Alegre, maar in Bagé. Na een staatsgreep op 4 juli 1892 werd Silva Tavares afgezet en Fernando Abbott, een aanhanger van Castilhos werd president van Rio Grande do Sul.
Toen Castilhos op 25 januari 1893 opnieuw als president aan de macht kwam in Rio Grande do Sul, kwam João Nunes da Silva Tavares in opstand en liet zich uitroepen tot president van Rio Grande do Sul. Deze opstand zou uiteindelijk uitmonden in een burgeroorlog, de Federalistische Revolte, genaamd die tot 1895 zou voortduren.
João Nunes da Silva Tavares, barão de Itaqui leefde na de Federalistische Revolte in Bagé, waar hij op 9 januari 1906 overleed.